# Coenagrion interrogatum
Coenagrion interrogatum – gatunek ważki z rodziny łątkowatych (Coenagrionidae). Występuje na terenie Ameryki Północnej.